# Juan del Pino Manrique
Juan del Pino Manrique de Lara (Málaga, España, 1746-Lima, Perú, 1815) fue hijo del matrimonio de José Salvador del Pino Trigoso y Josefa Manrique de Lara y Soto. Casó con Concepción de Jaraquemada del Aguila. Tuvo por hijas a: Antonia del Pino y Jaraquemada, casada en Lima, Perú el 20 de noviembre de 1815 con Juan Bautista García de Valdeavellano y Gastón, y Carmen del Pino y Jaraquemada, casada el 1 de mayo de 1806 con Manuel de Salazar Mansilla. Entre sus descendientes se encuentra el coronel Juan Crisóstomo de Mendiburu y Salazar y Juan Luis Valdeavellano de Pino Manrique, uno de los socios fundadores del Club Nacional en 1855.

## Gobernador dePotosí
El 22 de agosto de 1783 el rey nombró al gobernador Juan del Pino Manrique de Lara como primer gobernador intendente de Potosí. La adopción formal del sistema de intendencias en el virreinato fue dado a conocer en Buenos Aires el 29 de noviembre de 1783 por bando del virrey Juan José de Vértiz y Salcedo, junto con la designación de los intendentes. El 28 de enero de 1784 el intendente Del Pino Manrique de Lara ya se hallaba instalado y envió las primeras instrucciones a los cinco subdelegados designados mediante la Instrucción metódica para el régimen y gobierno de los subdelegados de esta Intendencia de Potosí y su provincia, que recibió aprobación real el 3 de octubre de ese año.
Gobernador Intendente de Potosí, describió en 1781 la legendaria visión que dominaba el paisaje: "La figura del cerro es como un cono o pan de azúcar..."
Buscando más plata en la segunda mitad del siglo XVIII, Juan del Pino Manrique de Lara, se proyectó la construcción del socavón. Fue una decisión morosa. Los corregidores y el corpus burocrático de Potosí evaluaron su factibilidad durante 30 años, durante los cuales se sucedieron los informes de los tribunales de cuentas, las evaluaciones técnicas de las juntas de azogueros y las descripciones minuciosas de los topógrafos.
En 1788 Francisco de Paula Sanz fue nombrado Gobernador Intendente de Potosí en reemplazo de Juan del Pino Manrique de Lara.